# Dum-Doodles
 (mai 2014).
 (juillet 2025).
Motif : les sources ne semblent pas étalées sur plusieurs années. Par ailleurs l'article est orphelin et sans interwiki
- Archive Wikiwix
- Bing
- Cairn
- DuckDuckGo
- E. Universalis
- Gallica
- Google
- G. Books
- G. News
- G. Scholar
- Persée
- Qwant
- (zh) Baidu
- (ru) Yandex
- (wd) trouver des œuvres sur Wikidata

| 1. | Préciser le motif de la pose du bandeau. | Précisez le motif de la pose du bandeau en utilisant la syntaxe suivante : {{admissibilité à vérifier\|date=juillet 2025\|motif=remplacez ce texte par le motif}}                |
| 2. | Informer les utilisateurs concernés.     | Pensez à avertir le créateur de l'article, par exemple, en insérant le code ci-dessous sur sa page de discussion : {{subst:avertissement admissibilité à vérifier\|Dum-Doodles}} |

Dum-Doodles (né Kwam-Korsa-Acquah, en 1989) est un caricaturiste britannique célèbre, et animateur de Londres. Il est allé à l'école Rudolf Steiner, Kings Langley, Hertfordshire.